# Taras Nikolajewitsch Sokolow
Taras Nikolajewitsch Sokolow (russisch Тарас Николаевич Соколов; * 4. Apriljul. / 17. April 1911greg. im Dorf Kugulta bei Gratschowka; † 15. August 1979 in Leningrad) war ein sowjetischer Kybernetiker und Hochschullehrer.

## Leben
Nach dem Mittelschulbesuch arbeitete der Landarztsohn Sokolow ab 1929 als Elektromonteur in Leningrader Autoreparaturwerkstätten. Ab 1930 studierte er am Leningrader Industrie-Institut (LII, vor 1934 und nach 1940 Leningrader Polytechnisches Institut (LPI)) mit Abschluss 1935. Die anschließende Aspirantur schloss er 1938 ab. Seine Dissertation über das elektrische automatische Kopieren mit Schablone und Modellen an Werkzeugmaschinen verteidigte er 1939 mit Erfolg für die Promotion zum Kandidaten der technischen Wissenschaften.
Ab Beginn des Deutsch-Sowjetischen Kriegs diente Sokolow als Freiwilliger in Einheiten der Luftstreitkräfte. Ab 1946 leitete er im LPI die Arbeiten zum Bau von kopierenden Fräsmaschinen. 1953 verteidigte er seine Doktor-Dissertation über elektromechanische Nachführsysteme mit automatischer Steuerung mit Erfolg für die Promotion zum Doktor der technischen Wissenschaften, worauf er zum Professor ernannt wurde. Er leitete nun bis 1975 den Lehrstuhl für mathematische Geräte und Rechenmaschinen des LPI. Unter Sokolows Leitung entstand ein System zur Messung der Flugbahnparameter von Satelliten und Raumschiffen.
Ab 1961 organisierte Sokolow das Experimentelle Konstruktionsbüro OKB Impuls des LPI für den Bau eines automatischen Steuerungssystems für die Strategische Raketentruppen der Sowjetunion und leitete es dann als Chefkonstrukteur. Unter seiner Leitung wurden auch automatische Kontrollsysteme (ASK) für das Kirowwerk in Leningrad und für ein Hüttenwerk in Tscherepowez erstellt. Für Kosmonauten entstand ein ASK mit Verarbeitung medizinischer Daten. 1977 erhielt das OKB Impuls den Orden des Roten Banners der Arbeit.
Sokolow starb am 15. August 1979 in Leningrad und wurde auf dem Bogoslowskoje-Friedhof begraben.

## Ehrungen, Preise
- Orden des Roten Sterns (1944)
- Stalinpreis II. Klasse (1948)[1][2]
- Medaille „Für heldenmütige Arbeit“ (1951)[2]
- Leninpreis (1959)[1][2]
- Leninorden (1961, 1970)
- Held der sozialistischen Arbeit (1970)[2]
- Staatspreis der UdSSR (1976)[1][2]